# 阮决
阮决（發音：[ŋwiən˦ˀ˥ kwiət̚˧˦]；1922年8月20日—2024年12月23日），越南共产党中央书记处书记、越南人民军总政治局主任（1987年2月－1991年9月）、国务委员会副主席（1987年6月－1992年9月），大将军衔。

## 生平
阮决1922年8月20日出生于越南興安省金洞縣一个贫农家庭，原名阮進文。早年随武元甲一起参加革命。1940年加人印度支那共产党（今越南共产党），曾任河内市委书记等职。1945年8月调军队工作。1945年底在第5军区任中南部前线委员会政委兼步兵108团政委。1951年任步兵210团政委。1954年任步兵305师政委。1955年任步兵324师政委，后任左岸军区副政委、政委。1958年被授予大校军衔。1974年晋升为少将，任国防部军事学院政委。1975年5月越南全国统一后，重新划分军区时，任第3军区司令兼政委、党委书记。1976年12月越共“四大”当选为中央委员。1980年2月晋升为中将。1982年3月越共五大当选为中央委员。1982年4月曾一度担任越南人民军总政治局第一副主任。1983年复任第3军区司令、党委书记，1984年12月晋升为上将。1986年下半年调总政治局任第一副主任。1986年12月越共六大当选为中央委员、中央书记处书记。1987年2月接替朱辉珉任总政治局主任、中央军事党委常委。1987年6月越南第八届国会当选为国务委员会副主席。1990年1月晋升为大将。1992年退休。阮决是越南人民军老资格将军，越南民兵创始人之一，曾发表过大量有关民兵建设的文章、论著。

## 勋章
曾获二级军功勋章、一级战功勋章、一级战胜勋章、一级抗战勋章、一、二、三级光荣战士勋章、决胜军旗奖章、40年党龄奖章。